# Ochotona curzoniae
Thỏ cộc cao nguyên (Ochotona curzoniae), còn được gọi là thỏ cộc môi đen, là một loài động vật có vú thuộc Họ Ochotona của Bộ Thỏ.
Chúng là một loài thú có vú nhỏ không ngủ đông và sống về ban ngày, nặng khoảng 140g khi trưởng thành. Lông chúng có màu nâu đỏ ở phía trên cùng với màu vàng trắng ở dưới bụng.
Chúng ưa sống ở độ cao từ 3.100 đến 5.000 m, chủ yếu ở Cao nguyên Tây Tạng, nơi mà loài này được đạt tên theo. Loài này được tìm thấy ở Trung Quốc, Pakistan, Ấn Độ và Nepal ở các sa mạc núi cao, thảo nguyên và đồng cỏ, cũng như các khu rừng nhiệt đới và cận nhiệt đới. Loài này được Hodgson mô tả năm 1857.